# Leonardo Verdín Bouza
Leonardo Verdín Bouza (Trubia, Oviedo, 25 de julio de 1956) es un político de Asturias (España). Fue diputado en la Junta General del Principado y vicepresidente y consejero de Cooperación del Gobierno de Asturias presidido por Sergio Marqués entre 1998 y 1999.
En las elecciones autonómicas de 1991 formó parte de la candidatura del Partido Popular a la Junta General del Principado por la circunscripción central, consiguiendo un escaño como Diputado. En esa legislatura, fue portavoz del área de Economía y Hacienda del Grupo Parlamentario Popular y vocal del Consejo de Administración de Caja de Asturias.
Revalidó su escaño en las elecciones de 1995, las primeras en las que el Partido Popular consigue ganar en Asturias y formar gobierno, presidido por Sergio Marqués. Tras la crisis de gobierno de 1998, en la que las diferencias de criterio entre el Presidente del Gobierno y los dirigentes del Partido Popular autonómico y nacional provocaron una escisión en el PP asturiano, que desembocó en la fundación de URAS, Leonardo Verdín entró en el Gobierno como Vicepresidente del mismo y Consejero de Cooperación.
En las elecciones de 1999, concurrió como número 2 por la circunscripción central en la candidatura de la Unión Renovadora Asturiana encabezada por Marqués, revalidando de nuevo su escaño.
En las elecciones de 2003, encabezó la candidatura de URAS al Ayuntamiento de Gijón, sin conseguir representación.
| Predecesor: José Ramón García Cañal | Vicepresidente del Principado de Asturias 1998-1999           | Sucesor: Cargo suprimido (posteriormente, Juan Cofiño González) |
| Predecesor: José Ramón García Cañal | Consejero de Cooperación del Principado de Asturias 1998-1999 | Sucesor: María José Ramos Rubiera (Presidencia)                 |

- Datos: Q5973238